# Francis Beaumont
Francis Beaumont (ur. 1584, zm. 6 marca 1616 w Londynie) – angielski pisarz i dramaturg związany z Theatre Royal przy Drury Lane, znany głównie ze współpracy z Johnem Fletcherem. 
Urodził się jako syn sędziego sir Francisa Beaumonta. Edukację odebrał w Pembroke College. Ze względu na śmierć swojego ojca w 1598 roku musiał przerwać edukację. Jego kariera prawnicza nie trwała długo; został uczniem pisarza o nazwisku Ben Jonson. 
Swoją współpracę z Fletcherem rozpoczął ok. roku 1605. Ich pierwsza wspólna sztuka pod tytułem The Knight of the Burning Pestle nie odniosła sukcesu. Po raz pierwszy udało im się dotrzeć do publiczności dzięki utworowi Philaster (1609), wystawianemu przez King’s Men w Globe Theatre i Blackfriars Theatre.
Obaj poeci mieszkali razem w Southwark. 
Beaumont pisał też wiersze liryczne. Jest również autorem poematu epickiego Salmacis and Hermaphroditus.

## Dzieła
Poniższa lista nie przedstawia dzieł, które przez część krytyków są uważane za tworzone przez Philipa Massingera.

### Napisane samodzielnie
- The Knight of the Burning Pestle, komedia (data pierwszej inscenizacji: 1607; data pierwszego wydania drukiem: 1613)
- The Masque of the Inner Temple and Gray’s Inn (inscenizacja 20, 1613; druk 1613?)

### We współpracy z Fletcherem
- The Woman Hater komedia (1606; 1607)
- Cupid's Revenge tragiedia (ok. 1607–12; 1615)
- Philaster, or Love Lies a-Bleeding tragikomedia (ok. 1609; 1620)
- The Maid's Tragedy, tragedia(ok. 1609; 1619)
- A King and No King, tragikomedia (1611; 1619)
- The Captain, komedia(ok. 1609–12; 1647)
- The Scornful Lady, komedia (cok. 1613; 1616)
- Love's Pilgrimage tragikomedia (ok. 1615–16; 1647)
- The Noble Gentleman komedia (1647)